# Shenandoah (Texas)
Shenandoah és una població dels Estats Units a l'estat de Texas. Segons el cens del 2000 tenia 1.503 habitants.

## Demografia
Segons el cens del 2000, Shenandoah tenia 1.503 habitants, 504 habitatges, i 441 famílies. La densitat de població era de 460,6 habitants per km².
Dels 504 habitatges en un 36,7% hi vivien nens de menys de 18 anys, en un 78,8% hi vivien parelles casades, en un 7,1% dones solteres, i en un 12,5% no eren unitats familiars. En l'11,1% dels habitatges hi vivien persones soles el 4,4% de les quals corresponia a persones de 65 anys o més que vivien soles. El nombre mitjà de persones vivint en cada habitatge era de 2,96 i el nombre mitjà de persones que vivien en cada família era de 3,17.
Per edats la població es repartia de la següent manera: un 26,5% tenia menys de 18 anys, un 6,2% entre 18 i 24, un 27% entre 25 i 44, un 32% de 45 a 60 i un 8,3% 65 anys o més.
L'edat mediana era de 39 anys. Per cada 100 dones de 18 o més anys hi havia 91 homes.
La renda mediana per habitatge era de 72.813 $ i la renda mediana per família de 76.116 $. Els homes tenien una renda mediana de 51.250 $ mentre que les dones 30.966 $. La renda per capita de la població era de 26.421 $. Aproximadament l'1,8% de les famílies i el 3% de la població estaven per davall del llindar de pobresa.

## Poblacions més properes
El següent diagrama mostra les poblacions més properes.